# گونتر هاتز
گونتر هاتز (انگلیسی: Günter Hotz؛ زادهٔ ۱۶ نوامبر ۱۹۳۱) ریاضی‌دان، دانشمند رایانه، مهندس، و استاد دانشگاه اهل آلمان و از دریافت‌کننده نشان افتخار شایستگی جمهوری فدرال آلمان است.
کارهای هاتز شامل نظریه زبان‌ها، مدارهای دیجیتال و نظریه پیچیدگی محاسباتی است. او در سال ۱۹۸۷ جایزه گوتفرید ویلهلم لایب نیتس را از بنیاد پژوهش آلمان دریافت کرد که بالاترین افتخاری است که در تحقیقات آلمان اعطا می‌شود. در سال ۱۹۹۹ مدال کنراد زوزه از انجمن علوم رایانه به او اعطا شد.
هاتز پی‌اچ‌دی خود را در سال ۱۹۸۵ در دانشگاه گوتینگن دریافت کرد. مشاور او کورت رایدمایستر بود.